# Gudmund Kongshavn
Gudmund Taksdal Kongshavn (Oslo, 23 gennaio 1991) è un calciatore norvegese, portiere del Tromsdalen.

## Carriera

### Club
Kongshavn ha debuttato nell'Eliteserien con la maglia del Vålerenga, in data 26 luglio 2009: è stato titolare nella sconfitta casalinga per 0-3 contro l'Odd Grenland. Il 27 novembre 2012 ha rinnovato il contratto che lo legava al club per altre due stagioni. Il 7 luglio 2013 ha segnato la rete che permise al Vålerenga di pareggiare per 2-2 la sfida contro il Viking, nei minuti di recupero: in seguito però non gli è stata riconosciuta la marcatura, che è diventata un'autorete di Håkon Skogseid. Il 19 febbraio 2014, ha rinnovato il contratto che lo legava al club per altre due stagioni.
L'8 agosto 2014, è passato al Sarpsborg 08 con la formula del prestito. Ha esordito in squadra il 14 agosto, schierato titolare nella vittoria per 0-2 in casa del Lillestrøm, sfida valida per i quarti di finale del Norgesmesterskapet. Il 17 agosto ha giocato la prima partita in campionato, in occasione della sconfitta per 0-2 contro il Molde. A fine stagione, la sua squadra ha raggiunto la salvezza.
Il 17 dicembre 2014 si è trasferito ufficialmente al Tromsø, formazione per cui ha firmato un contratto triennale valido a partire dal 1º gennaio 2015.
Il 29 novembre 2017 ha prolungato l'accordo che lo legava al Tromsø fino al 31 dicembre 2019.
Svincolato, il 29 gennaio 2020 ha firmato un contratto annuale con l'Aalesund.
L'8 febbraio 2021, senza contratto, è stato ingaggiato dai rumeni della Dinamo Bucarest.
Il 12 agosto 2022 ha fatto ritorno in Norvegia, per firmare per il Tromsdalen.

### Nazionale
Il 7 maggio 2013 è stato incluso nella lista provvisoria consegnata all'UEFA dal commissario tecnico Tor Ole Skullerud in vista del campionato europeo Under-21 2013. Il 22 maggio il suo nome è comparso tra i 23 calciatori scelti per la manifestazione. La selezione norvegese ha superato la fase a gironi, per poi venire eliminata dalla Spagna under 21 in semifinale. In base al regolamento, la Norvegia ha ricevuto la medaglia di bronzo in ex aequo con l'Olanda Under-21, altra semifinalista battuta. Kongshavn non ha disputato alcun incontro nel torneo.

## Statistiche

### Presenze e reti nei club
Statistiche aggiornate al 12 agosto 2022.
| Stagione         | Club             | Campionato       | Campionato | Campionato | Coppe nazionali | Coppe nazionali | Coppe nazionali | Coppe continentali | Coppe continentali | Coppe continentali | Supercoppe | Supercoppe | Supercoppe | Totale | Totale |
| Stagione         | Club             | Comp             | Pres       | Reti       | Comp            | Pres            | Reti            | Comp               | Pres               | Reti               | Comp       | Pres       | Reti       | Pres   | Reti   |
| ---------------- | ---------------- | ---------------- | ---------- | ---------- | --------------- | --------------- | --------------- | ------------------ | ------------------ | ------------------ | ---------- | ---------- | ---------- | ------ | ------ |
| 2009             | Vålerenga        | ES               | 1          | -3         | CN              | 0               | 0               | UEL                | 0                  | 0                  | -          | -          | -          | 1      | -3     |
| 2010             | Vålerenga        | ES               | 0          | 0          | CN              | 0               | 0               | -                  | -                  | -                  | -          | -          | -          | 0      | 0      |
| 2011             | Vålerenga        | ES               | 0          | 0          | CN              | 1               | -1              | UEL                | 0                  | 0                  | -          | -          | -          | 1      | -1     |
| 2012             | Vålerenga        | ES               | 4          | -7         | CN              | 0               | 0               | -                  | -                  | -                  | -          | -          | -          | 4      | -7     |
| 2013             | Vålerenga        | ES               | 25         | -43        | CN              | 3               | -5              | -                  | -                  | -                  | -          | -          | -          | 28     | -48    |
| gen.-ago. 2014   | Vålerenga        | ES               | 2          | -3         | CN              | 1               | -1              | -                  | -                  | -                  | -          | -          | -          | 3      | -4     |
| Totale Vålerenga | Totale Vålerenga | Totale Vålerenga | 32         | -56        |                 | 5               | -7              |                    | 0                  | 0                  |            | -          | -          | 37     | -63    |
| ago.-dic. 2014   | Sarpsborg 08     | ES               | 7          | -8         | CN              | 2               | -5              | -                  | -                  | -                  | -          | -          | -          | 9      | -13    |
| 2015             | Tromsø           | ES               | 3          | -9         | CN              | 0               | 0               | -                  | -                  | -                  | -          | -          | -          | 3      | -9     |
| 2016             | Tromsø           | ES               | 14         | -21        | CN              | 1               | 0               | -                  | -                  | -                  | -          | -          | -          | 15     | -21    |
| 2017             | Tromsø           | ES               | 25         | -38        | CN              | 1               | -1              | -                  | -                  | -                  | -          | -          | -          | 26     | -39    |
| 2018             | Tromsø           | ES               | 25         | -41        | CN              | 0               | 0               | -                  | -                  | -                  | -          | -          | -          | 25     | -41    |
| 2019             | Tromsø           | ES               | 16         | -33        | CN              | 1               | -1              | -                  | -                  | -                  | -          | -          | -          | 17     | -34    |
| Totale Tromsø    | Totale Tromsø    | Totale Tromsø    | 83         | -142       |                 | 3               | -2              |                    | -                  | -                  |            | -          | -          | 86     | -144   |
| 2020             | Aalesund         | ES               | 14         | -39        | -               | -               | -               | -                  | -                  | -                  | -          | -          | -          | 14     | -39    |
| gen.-giu. 2021   | Dinamo Bucarest  | L1               | 5          | -9         | CR              | 1               | -1              | -                  | -                  | -                  | -          | -          | -          | 6      | -10    |
| ago.-dic. 2022   | Tromsdalen       | 2D               | 0          | 0          | CN              | 0               | 0               | -                  | -                  | -                  | -          | -          | -          | 0      | 0      |
| Totale           | Totale           | Totale           | 141        | -254       |                 | 11              | -15             |                    | 0                  | 0                  |            | -          | -          | 152    | -269   |